# ونیچچیتیدل
ونیچچیتیدل (به لاتین: Vannichchiyatidal) یک منطقهٔ مسکونی در سری‌لانکا است که در استان شمالی (سری‌لانکا) واقع شده‌است.